# Naejangsan
Naejangsan är ett berg i Sydkorea.   Det ligger i provinsen Norra Jeolla, i den sydvästra delen av landet, 230 km söder om huvudstaden Seoul. Toppen på Naejang-san är 763 meter över havet.
Terrängen runt Naejang-san är huvudsakligen kuperad. Runt Naejang-san är det ganska tätbefolkat, med 60 invånare per kvadratkilometer. Närmaste större samhälle är Seiu, 10,2 km norr om Naejang-san. I omgivningarna runt Naejang-san växer i huvudsak blandskog.